# Villejuif
Villejuif és un municipi francès, situat al departament de la Val-de-Marne i a la regió de l'Illa de França. L'any 2004 tenia 47.384 habitants.
Forma part del cantó de Villejuif i del districte de L'Haÿ-les-Roses. I des del 2016, de la divisió Grand-Orly Seine Bièvre de la Metròpoli del Gran París.

## Educació
- Sup’Biotech